# Sally McNeil
Sally McNeil (n. 30 de septiembre de 1960 como Sally Dempsey) es una ex fisicoculturista profesional estadounidense. En 1995 fue condenada por el asesinato de su esposo Ray McNeil, un competidor de Mister Olympia.

## Primeros años y educación
McNeil nació como Sally Dempsey en Allentown, Pensilvania en los Estados Unidos; su niñez y juventud la describe como dura, ya que estuvo expuesta de forma recurrente llegando a pensar, incluso que era algo común en todos los hogares. El padre de Sally, Richard Dale Dempsey, era un alcohólico violento que con frecuencia maltrataba a la madre de ésta. Su madre se volvió a casar cuando Sally tenía 3 años y tuvo dos hijas de éste matrimonio, Judy y Jill, quienes son medias hermanas de Sally, según el documental Killer Sally.
McNeil asistió a la escuela secundaria Louis E. Dieruff en Allentown, donde formó parte de los equipos de natación, clavados y atletismo de la escuela. Se inscribió en el East Stroudsburg State College (Colegio Estatal del este de Stroudsburg -ahora East Stroudsburg University of Pennsylvania-) con aspiraciones de convertirse en profesora de gimnasia. Sin embargo, después de tres años y medio en la universidad, se quedó sin dinero para financiar su educación y abandonó los estudios.

## Carrera militar y matrimonios
Al igual que su hermano y su tío, McNeil sirvió en el Cuerpo de Marines de los Estados Unidos en donde estuvo destacada en Camp Pendleton. Alcanzó el rango de sargento.

### Primer matrimonio con Anthony Lowden
McNeil conoció a su primer marido, Anthony Lowden, en Parris Island mientras estaba de servicio con el Infantería de Marina; estuvieron casados durante cuatro años y tuvieron tres hijos juntos: Shantina, John y un tercer hijo. Sally describió a Anthony como abusivo hacia el final de su matrimonio.
Cuando la transfirieron a Camp Pendleton, McNeil solicitó el divorcio de Anthony y obtuvo la custodia de sus dos hijos mayores en el proceso. Durante su divorcio, el tercer hijo fue puesto en adopción.
Ganó dos veces el Campeonato de Físico de las Fuerzas Armadas de EE. UU. a fines de la década de 1980. Durante el año de 1990, McNeil fue degradada de su puesto como sargento debido a un historial de comportamiento continuamente deficiente, durante el proceso se señaló que tendría problemas de ira, violencia y ataques violentos contra otros. Su historial de comportamiento también resultó en su baja del Cuerpo de Marines.

## Campeonatos de Fisicoculturismo
| Año  | Cuerpo | Competición                   | División    | Lugar |
| ---- | ------ | ----------------------------- | ----------- | ----- |
| 1988 | NPC    | US Armed Forces Championships | Peso medio  | 1.º   |
| 1988 | NPC    | US Armed Forces Championships | General     | 1.º   |
| 1991 | NPC    | Júnior USA                    | Peso ligero | 5.º   |
| 1991 | NPC    | Nationals                     | Peso medio  | 13.º  |
| 1991 | NPC    | Palm Spring Classic           | Peso medio  | 4.º   |
| 1992 | NPC    | Júnior USA                    | Peso medio  | 2.º   |
| 1992 | NPC    | Nationals                     | Peso medio  | 12.º  |
| 1992 | IFBB   | North American Championships  | Peso medio  | 9.º   |
| 1992 | NPC    | USA Championships             | Peso medio  | 5.º   |
| 1994 | NPC    | Nationals                     | Peso pesado | 16.º  |
| 1994 | IFBB   | North American Championships  | Peso pesado | 6.º   |
| 1994 | NPC    | USA Championships             | Peso medio  | 5.º   |